# Moraga de sardinas
La moraga de sardinas (denominado sardinas en cazuela) es una preparación marinera en forma de guiso típica de las cocinas de Granada y Málaga. El ingrediente primordial son las sardinas elaboradas de forma sencilla en una cazuela de barro expuesta a las brasas. Se suele agregar el zumo de un limón, vino blanco, un fino picado de ajos con perejil y un poco de aceite de oliva, aunque en Granada se suele sustituir el zumo y el vino por agua, laurel y vinagre de vino blanco. Es un plato que se suele preparar en las costas, en algunos casos en chiringuitos junto a la playa. Es frecuente que se sirva en la misma cazuela que se preparó, recién elaborado. La denominación procede del mozárabe y árabe hispánico mawráq: asado.